# Roupa-velha
Roupa-velha ou farrapo-velho é um prato típico português, utilizando restos de bacalhau da Ceia de Natal.

## Descrição
Trata-se de uma receita tradicional do Minho, típica do Natal, feita com as sobras de bacalhau da Noite de Consoada, sendo tradição comer roupa-velha ao almoço do dia de Natal, antes de servir o prato de carne.
Originalmente uma prática associada a famílias pobres (devido ao aproveitamento dos restos do jantar anterior), passou à condição de tradição geral de muitas famílias portuguesas, especialmente, minhotas.
A origem do nome deste prato deve-se ao seu aspeto quando é servido, em que os alimentos se envolvem uns nos outros, cortados em pedaços.

## Ingredientes
- Sobras de bacalhau cozido;
- Batatas em rodelas;
- Ovos cozidos;
- Cebola;
- Alho;
- Azeite;
- Louro;
- Vinagre;
- Pimenta, sal e coentros;
- Azeitona.[2]